# Тайга Накано
Тайга Накано (1993 7 лютого) — японський актор. Контракт з Stardust Promotion. Народився в Токіо. Сценічне ім'я Тайга. Другий син Хідео Накано, який також є актором.

## Біографія
У 2006 році він дебютував у віці 13 років як актор у телевізійній драмі «Історія матері Сіндзюку». Коли він навчався в початковій школі, його вразила драма "ВОДНІ ХЛОПЧИКИ. Він захоплювався Такаюкі Ямадою Пройшовши прослуховування до фільму " Батарея ", Кенто Хаясі, який був у головній ролі, перебував в одному агентстві з Ямадою, тож спілкувався безпосередньо з зацікавленими людьми та вирішив підписати контракт із Stardust Promotion. Згодом він знімався з Такаюкі Ямадою у таких фільмах, як " Монстри Монстри " та «50 перших побачень».
У 2007 році він вперше зіграв у драмі NHK «Тайга», у 2008 році після прослуховування був обраний на роль у фільмі " Насу Шоненкі ", а також спробував бути модератором у п'єсі. Після цього він розширив сферу своєї діяльності, почавши грати у багатьох фільмах, драмах, рекламних роликах та театральних виставах.
У 2014 році він виграв премію «Найкращий актор» разом із Масакі Судою на 6-ій кінопремії TAMA.
У 2015 році він грав роль друга головного героя в оригінальній 9-місячній драмі Саякі Кувамури " Койнака ". В останньому епізоді він взяв участь у TwitCasting і став гострою темою для обговорення в Інтернеті. На той час TwitCasting намагалися співпрацювати з телевізійними програмами.
У 2016 році, він був у центрі уваги, зігравши космічного монстра Хірому Ямагіші в оригінальній соціальній драмі Канкуро Міято «Ми мілленіали». В одному з інтерв'ю Міято заявив, що завдяки гарній грі Тайги, він зміг встановити характер Ямагіші та зіграти унікальну роль. У липні того ж року в недільному театрі TBS « Погляд вгору» отримав відгук ,завдяки своїй унікальній грі у виставі. Крім того, на етапі 10-річної історії мистецтва, він сказав « я вдячний за те, що зміг зіграти важку роль, і я відчуваю, що це мій початок». Він знявся у фільмі "Біжи зі швидкістю, яка не встигає за відчаєм ", знятий на справжньому досвіді режисера Рютаро Накагава. «Я зміг зробити усе що було в моїх силах». — він зізнався після зйомок. Зіграв у фільмі «Гармонія», і виграв премію журі після найвищої нагороди в секції "Un Certain Regard " 69-го Каннського міжнародного кінофестивалю. Режисер Коджі Фукада оцінив акторську гру Тайги як «прийнятну» Отримав нагороду «Найкращий новачок» на 38-му кінофестивалі в Йокогамі.
2017, Теппен! МідзуДора! !! Він зіграв комічну роль закоханого студента, у фільмі «Кохання на прокат» , і вперше був зазначений другим у списку заслуг за гру в драматичному серіалі. Знявшись у спін-оф-драмі «Ми мілленіали», стало зрозуміло, що існував молодий юнак, який став моделлю, зігравши історію про труднощі під час зйомок та Хірому Ямагіші. Знявся в драмі NHK " Плейбол 1942 року ". Знявся з Ріо Кацуджі, Йосікі Сайто та Кохей Фукуяма,
У 2018 році за для ролі у фільмі " Людина з моря " режисера Коджі Фукади він почав вивчати індонезійську мову за два місяці до початку роботи. Крім того, Фукада, який вперше з'явився в фільмі про кохання "50 перших поцілунків " режисера Юічі Фукуди і побачив імпровізовану гру Тайги, переписав сценарій від Джиро Сато і Цуйосі Муро, які є завсідниками групи «Фукуда», отримав схвальні відгуки і наполегливо працював над своєю роллю.
З 24 червня 2019 року сценічне ім'я було змінено на «Тайга Накано».
У 2020 році за оригіналом Ріота Ямасато (Нанкайські цекурки) « Я мріяв про цю дівчину.» У серіалі "Токіо " Ріота Ямасато вперше знявся у комерційній телевізійній драмі.

## Приватне життя
Відносини з його батьком, Хідео Накано, не є добре відомими.(15 червня 2005 р., TV TOKYO) його батько Хідео Накано знявся у короткій драмі «ФІЛЬМОВИЙ ЗАВОД» Життя з шоколадом "(9-30 квітня 2007 року, ТВ Токіо).
Моє хобі — це камера. Я з дитинства любив камери , і отримав свій перший компактний цифровий фотоапарат, на Новий Рік. Тайга також полюбляє кінокамери. Відвідавши Токійський музей фотографії, який був оновлений у вересні 2016 р., почав співпрацювати з фотографом Которі Кавасімою з 21 вересня 2016 р. По 20 січня 2017 р., а також, була проведена фотовиставка приватної фотокниги «Michi», на якій показано зміну міміки людини протягом року. Він дебютував у ролі фотографа в "CUT " 19 травня 2017 р..
13 жовтня 2020 року на «All Night Nippon» від Масакі Суда існує теорія, згідно з якою Юкіе Накама була шанувальницею актора, коли перейменовувала своє сценічне ім'я, змінивши його додавши «Нака».

### Драми
- Історія матері Сіндзюку (22 грудня 2006 р.,ФудзіТВ)
- Асакуса Фукумару Ріокан, 2 серія (15 січня 2007 р., TBS)
- Я помщуся (28 березня 2007 р.,ТокіоТВ）, — Івао Енозу (дитинство)
- Сейто Шокун! (20 квітня 2007 р. — 22 червня, Радіомовна корпорація Asahi / АсахіТВ）-Шун Томіока
- Тайгова драма（NHK）
  - Фурінказан епізод 37 (16 вересня 2007 р.) — Рювакамару
  - Люди Неба і Землі Епізод 45 — Фінальний епізод (8-22 листопада 2009 р.) — Кагеакі Наое
  - Go-Princess Warring States — Episode 39 — Final Episode (9 жовтня 2011 р. — 27 листопада) — Тойотомі Хідейорі Роль
  - Yae no Sakura Episode 46 — Фінальний епізод (17 листопада 2013 р. — 15 грудня) — Kenjiro Tokutomi (Kenjiro Tokutomi)
  - Idaten-Tokyo Olimpic Story-Episode 32-Episode 40, Final Episode (25 серпня-15 грудня 2019 р.) -Katsu Komatsu[35]
- Кит і Медака (9 травня 2008 р., Фудзі ТВ) -Рюсуке Каучі
- Дівчинка Токіо Нанамі Сакураба «Нанамі в дзеркальній країні» (14 червня 2008 р., BS-i) — Накамура
- Хітмейкер Aku Yu Monogatari (1 серпня 2008 р.)、НіппонТВ）
- Слава команди Батіста Епізод 1 (14 жовтня 2008 р., Kansai TV)
- Відродження вчителя-лома — епізод 3 (25 жовтня 2008, НТВ)
- Коли я був дитиною, Масао Комацу Хен- (7 січня 2009 р., NHK BShi) — Масао Комацу (хлопництво)
- Сьогодні сонячно. Жодних відхилень (18 січня 2009 р. — 15 березня, TBS) — Ясуюкі Шимо
- Обгрунтування вбивства Онсена Вакакамі 20 (9 травня 2009 р., TV Asahi)
- Існування Епізоду 7 (27 травня 2009 р., Телевізійний Асахі) — Йосікі Міясака
- Коїшіте Акума ~ Хлопчик-вампір ~ (7 липня 2009 р. — 8 вересня, ТВ Kansai) — Юдзі Йошіока
- 25 хвилин Моя перша драма «Голоси хлопців з Ури» (21 грудня 2009 р., NHK BShi) — Казуя Місіма
- Токуджо Кабачі !! Епізод 5 (14 лютого 2010 р., TBS) — Кай Ко
- Code Blue — Доктор Хелі Надзвичайне життя — 2-й сезон Епізод 6 (15 лютого 2010, Фудзі ТВ) -Йошіо Найто
- Скляний ікло Гарячий офіцер пробації ді-джей Акіко Гондо ~ Щоденник спостережень для хлопчиків та дівчаток ~ (8 березня 2010 р., CBC)
- Pro Golfer Hana Episode 7 (20 травня 2010 р., Yomiuri TV)
- 15-річний волонтер (15 серпня 2010 р., NHK) — Міцуо Касаї[36]
- Скарга (27 вересня 2010 р., NHK-BS2)
- Міса Ямамура Суспенс Червоний Рейкюша 26 (1 жовтня 2010 р., Фудзі ТВ) — Шунсуке Каваї
- Втрачена дитина (19 лютого 2011 р., NHK) — Як Тояма
- Свято за течією (31 травня 2011 р. — 19 липня, NHK) — Ріота Міягі
- У день зникнення собаки (12 серпня 2011 року, НТВ) — Сінджі Такі
- Дошка ~ Вчителі боїв з Джидаєм ~ 1-а ніч (5 квітня 2012 р., TBS) — Казу Сугавара
- Вчителька в чорному (20 липня 2012 р. — 21 вересня, TBS) — Кейта Куріхара
- 80 років потому КЕНДЖІ ~ Кенджі Міядзава Відео 21-го століття Дитяча колекція дитячих історій ~ «Ніч на галактичній залізниці» (6 березня 2013 р., NHK BS Premium) — Перший W з Джованні (у головній ролі)
- Сенню Тантей Ящірка 7 серія (30 травня 2013 р., TBS) — Казума Сайто
- Асадора Амачан Епізод 87 — Епізод 88 — Епізод 126 — Епізод 130 (10-11 липня, 24-29 серпня 2013 р., NHK) -АД Койке (помічник режисера)
- Life, the course-Genius Rakugoka Danshi Tatekawa Seishun Gale Record-Part 1 (11 серпня 2013 р., NHK BS Premium) — Asata
- Історія привидів Шигеру Мідзукі «Сунакаке-баба» (31 серпня 2013 р., Фудзі ТВ)
- Очі детектива Епізод 5 (4 листопада 2013 р., TBS) — Сінічі Койде
- Йору но сенсей (17 січня 2014 р. — 21 березня, TBS) — Як Такамаса Угакі
- Ботанічне життя Веранди, Дора Ботанічне життя Веранди Епізод 6 (4 червня 2014, 19 травня 2018, NHK BS Premium, NHK General TV) — роль дерева
  - Ботанічне життя веранди СЕЗОН2 (2015, NHK BS Premium) — Роль дерева
  - Ботанічне життя Verandah My Winter Special (2015, NHK BS Premium) — Роль дерева
  - Ботанічне життя веранди СЕЗОН3 (2016, NHK BS Premium) — Роль дерева
- Причина, чому я став адвокатом, який абсолютно сліпий ~ Вражаюче напруження, засноване на правдивій історії! ~ (1 грудня 2014 р., TBS) — Масакі Яманіші
- Уроборос — Ця любов — справедливість. Епізод 3 (30 січня 2015 р., TBS) — Джун Морісакі
- Ангели та диявол — невирішена справа — Відділ анонімних переговорів — заключна історія (5 червня 2015 р., TV Asahi) -Такату
- Койнака (20 липня 2015 р. — 14 вересня, Фудзі ТВ) -Канадзава Кохей[37]
- Будинок солодощів 9 серія (16 грудня 2015 р., TBS) — Кадзуо Кавабата
- Супер обмежена здатність (20 грудня 2015 р., Фудзі ТВ) — Йошіхіде Сайто[38][39]
- Щось зрозуміло (квітень 2016-червень, НТВ) -Хірому Ямагіші[40]
  - Це простір, але щось Junmai Ginjo Junjou Hen (трансляція 2 липня 2017 року, 9 липня 2017 року)
- Аогеба Тохоку (17 липня 2016 р. — 11 вересня, TBS) — як Кінья Такамоку[41]
- Сім людей під керівництвом сміливого Йошіхіко Епізод 3 (22 жовтня 2016 року, ТВ ТОКІО) — Роль молодшого брата злодія Б Шиге[42][43]
- Rentaru no Koi (19 січня 2017 р. — 23 березня, TBS) -Косуке Ямада[44]
- Ковдри котів епізод 5 (21 липня 2017 р., NHK General TV) — Такуя Сугіхара
- 1942 «Плейбол» (12 серпня 2017, NHK General TV) — Джиро Ногучі (у головній ролі)[45][46]
- Анімото (25 червня 2018 р., TBS) — Юкі Обата
- З сьогоднішнього дня я !! (14 жовтня 2018 р. — 16 грудня, телебачення Nippon) — Кацутоші Імай[47]
  - Friday Road SHOW! «Вшанування пам'яті про випуск фільму !! Від сьогодні я !! Особливий» (17 липня 2020 р.)[48]
- Біла книга батьківської дурної молоді Епізод 3 (16 серпня 2020 р., НТВ) — Ізава[49]
- Я мріяв про цю дівчину. (3 жовтня 2020 р. — 19 грудня, ТВ TOKYO) -Ryota Yamasato (у головній ролі)[50]
- Ви хочете розігріти цю любов (20 жовтня 2020 р. — 22 грудня, TBS) -Макото Сінтані[51]
- Модне відчуття (27 березня 2021, NHK BS4K) — Негіші[52]
- Суд старої історії『Момотаро』Випробування (29 березня 2021 р., Освітнє телебачення NHK) — Момотаро[53]
- Конте починається (квітень 2021 р., НТВ) — Джунпей Мінова[54]

### Фільми
- Персиковий фестиваль дарує поцілунок! «Після фестивалю» (19 березня 2009 р., Персиковий фестиваль)
- Катагірі Хайрі 4х швидкість «Екзаменатор» (2009)
- Фестиваль банана проти персика (2013)[a]
  - «Шум» -Кенго
  - «Дівчина з м'язовим болем»
- Подвійний (Вийшов 30 жовтня 2017 р., Хакуходо)[55]
- Конюшина (випущено 10 липня 2019 р., Sony Music Labels Inc.) — Йорі Томо (у головній ролі)[56]
- TIFFANY BLUE (випущено 31 жовтня 2019 року, Geek Pictures) — Кенджі (у головних ролях) (у ролях Нана Морі та У)[57]